# Planète double
Le terme informel « planète double » est utilisé pour décrire deux planètes en orbite l'une autour de l'autre. Le terme formel est système binaire planétaire ou de planètes (à ne pas confondre avec un système planétaire à deux planètes).
La définition des planètes de l'Union astronomique internationale adoptée en 2006 mentionne qu'un objet en orbite autour d'une planète est un satellite et non pas une planète. À ce titre, aucune « planète double » n'est reconnue officiellement.
Un critère communément utilisé de façon informelle est que, indépendamment de cet aspect satellitaire, chaque objet doit respecter les critères définissant une planète et que le barycentre de la paire doit être à l'extérieur des deux corps. Cependant, ce dernier critère n'est pas approuvé par tout le monde et d'autres définitions ont été proposées.
De façon analogue, on peut parler d'astéroïde double, comme pour (90) Antiope et son satellite, ou plus généralement de système double de planètes mineures, notamment pour le couple formé par la planète naine Pluton et son gros compagnon Charon,, parfois qualifié de « planète naine double » depuis le reclassement de Pluton.

## Contexte
Il y a depuis longtemps un débat sur la définition du seuil entre une planète double et un système planète-satellite. Dans la plupart des cas, le problème ne se pose pas puisque le secondaire (l'objet le plus petit du couple considéré) a une masse relativement faible en comparaison de celle du primaire (l'objet le plus gros). En particulier, à l'exception des systèmes Terre-Lune et Pluton-Charon, tous les satellites de planètes et planètes naines du Système solaire ont des masses inférieures à 0,00025 (1/4000) fois celle de leur primaire. D'un autre côté, la Terre et la Lune ont un ratio de masse de 0,01230 (1/81) et Pluton et sa lune Charon un ratio de masse de 0,147 (1/7).

## Définitions

### Définition classique

Deux planètes fictives en orbite autour de leur centre commun de gravité.

Un point de vue généralement accepté pour faire la différence entre un système planète-satellite et une planète double est la localisation du centre de masse des deux objets. Si le centre de masse n'est pas localisé sous la surface de l'un des deux objets, on le désigne généralement comme une planète double. Dans ce cas, les deux objets orbitent autour d'un point central placé dans l'espace qui les sépare. Selon cette définition, Pluton et Charon seraient considérés comme une planète (naine) double, alors que la Terre et la Lune ne le seraient pas. 
Selon cette définition, un système P-S (où P est l'objet primaire — c'est-à-dire le plus massif des deux — et S l'objet secondaire) est un système binaire de planètes si et seulement si : 
{\displaystyle {\begin{cases}{\dfrac {R_{\mathrm {P} }}{D}}<{\dfrac {M_{\mathrm {S} }}{M_{\mathrm {P} }+M_{\mathrm {S} }}}\\\\{\dfrac {R_{\mathrm {S} }}{D}}<{\dfrac {M_{\mathrm {P} }}{M_{\mathrm {P} }+M_{\mathrm {S} }}}\end{cases}}}
où {\displaystyle R_{\mathrm {X} }} et {\displaystyle M_{\mathrm {X} }} désignent le rayon et la masse de l'objet X, et D la distance entre P et S.
Remarque : en pratique la seconde de ces deux relations est toujours vérifiée (centre de masse extérieur à l'objet secondaire), c'est la première qui ne l'est généralement pas (le plus souvent le centre de masse est situé à l'intérieur de l'objet primaire).
{\displaystyle R_{\mathrm {P} }=} 1 185 km, {\displaystyle M_{\mathrm {P} }=} 1,314 × 1022 kg, {\displaystyle R_{\mathrm {S} }=} 607 km, {\displaystyle M_{\mathrm {S} }=} 1,52 × 1021 kg, {\displaystyle D=} 17 181 km :
{\displaystyle {\begin{cases}{\dfrac {R_{\mathrm {P} }}{D}}\simeq 0{,}069<{\dfrac {M_{\mathrm {S} }}{M_{\mathrm {P} }+M_{\mathrm {S} }}}\simeq 0{,}104\\\\{\dfrac {R_{\mathrm {S} }}{D}}\simeq 0{,}035<{\dfrac {M_{\mathrm {P} }}{M_{\mathrm {P} }+M_{\mathrm {S} }}}\simeq 0{,}896\end{cases}}}
Le système Pluton-Charon est une planète double (le centre de masse du système est situé à l'extérieur des deux objets).
{\displaystyle R_{\mathrm {P} }=} 6 371 km, {\displaystyle M_{\mathrm {P} }=} 5,973 6 × 1024 kg, {\displaystyle R_{\mathrm {S} }=} 1 737 km, {\displaystyle M_{\mathrm {S} }=} 7,347 7 × 1022 kg, {\displaystyle D=} 384 399 km :
{\displaystyle {\begin{cases}{\dfrac {R_{\mathrm {P} }}{D}}\simeq 0{,}017>{\dfrac {M_{\mathrm {S} }}{M_{\mathrm {P} }+M_{\mathrm {S} }}}\simeq 0{,}012\\\\{\dfrac {R_{\mathrm {S} }}{D}}\simeq 0{,}005<{\dfrac {M_{\mathrm {P} }}{M_{\mathrm {P} }+M_{\mathrm {S} }}}\simeq 0{,}988\end{cases}}}
Le système Terre-Lune n'est pas une planète double (le centre de masse du système est situé à l'extérieur de la Lune, mais à l'intérieur de la Terre).
Le même concept peut être étendu à un système de deux planètes, ou d'une étoile et d'une planète.
{\displaystyle R_{\mathrm {P} }=} 696 342 km, {\displaystyle M_{\mathrm {P} }=} 1,989 1 × 1030 kg, {\displaystyle R_{\mathrm {S} }=} 69 911 km, {\displaystyle M_{\mathrm {S} }=} 1,898 6 × 1027 kg, {\displaystyle D=} 778 412 027 km :
{\displaystyle {\begin{cases}{\dfrac {R_{\mathrm {P} }}{D}}\simeq 0{,}00089<{\dfrac {M_{\mathrm {S} }}{M_{\mathrm {P} }+M_{\mathrm {S} }}}\simeq 0{,}00095\\\\{\dfrac {R_{\mathrm {S} }}{D}}\simeq 0{,}00009<{\dfrac {M_{\mathrm {P} }}{M_{\mathrm {P} }+M_{\mathrm {S} }}}\simeq 0{,}99905\end{cases}}}
Le centre de masse du système est situé (légèrement) à l'extérieur du Soleil, et bien sûr (très loin) à l'extérieur de Jupiter : si le Soleil était une planète on qualifierait le système Soleil-Jupiter de planète double. Ce système est comparable à une étoile double, sauf que Jupiter n'est pas assez grosse pour que les réactions de fusion nucléaire s'enclenchent en son centre.

### Définition d'Isaac Asimov

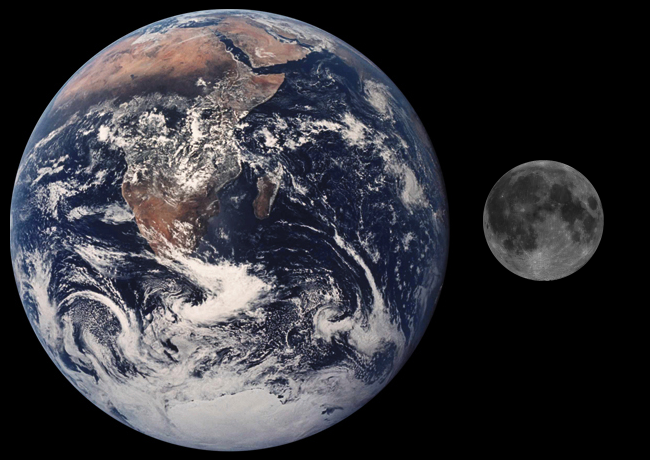
En utilisant la définition d'Asimov, la Terre forme avec la Lune une planète double.

Une autre définition propose une relation entre la masse du satellite, de la planète et du Soleil combinée à la distance entre le satellite, la planète et le Soleil. Ainsi, il est déterminé quel objet exerce la plus grande force sur le satellite. Cette définition a été proposée par Isaac Asimov[précision nécessaire]. Dans le cas de Saturne et de son satellite Titan, il a été démontré que l'effet gravitationnel de Saturne sur Titan est 380 fois plus grand que celui du Soleil. Dans presque tous les cas, la planète exerce une force plus grande que le Soleil : le cas de la Lune est ici une exception qui ferait du système Terre-Lune une planète double, l'effet gravitationnel du Soleil sur la Lune étant environ le double de celui exercé par la Terre sur la Lune.

## Décisions
En 2006, l'Union astronomique internationale a brièvement songé à définir de manière claire le terme « planète double », qui aurait de fait inclus Pluton et Charon[précision nécessaire], mais cette définition n'a finalement pas été ratifiée.